# Ascorhynchus glaberrimus
Ascorhynchus glaberrimus là một loài nhện biển trong họ Ascorhynchidae. Loài này thuộc chi Ascorhynchus. Ascorhynchus glaberrimus được miêu tả khoa học năm 1913 bởi Schimkewitsch.